# Ебенові
Ебенові (Ebenaceae) — родина дводольних рослин, що входить в порядок вересоцвіті. Охоплює три роди та близько 770 видів дерев і чагарників.
Назву родини утворено від назви роду ебенус (Ebenus), яке вважається синонімом дійсної назви роду хурма (Diospyros).